# Der Dorflehrer
Der Dorflehrer ist ein tschechisches Filmdrama aus dem Jahr 2008. Regie führte Bohdan Sláma, der auch das Drehbuch schrieb. Der Film gewann in den Jahren 2008 und 2009 mehrere Preise u. a. in Stockholm für die beste Kamera und in Prag den Tschechischen Löwen für die beste Hauptdarstellerin und das beste Drehbuch. Die schauspielerischen Leistungen der beiden Hauptdarsteller werden fast durchgängig in allen Rezensionen besonders lobend erwähnt. 

## Handlung
Der etwa 35 Jahre alte Lehrer Petr kommt in ein Dorf irgendwo in Tschechien. Seine Tätigkeit an einem Prager Gymnasium hat er aufgegeben und unterrichtet nun Naturkunde an der Dorfschule. Nach kurzer Zeit lernt er Marie kennen und freundet sich mit ihr an. Die Frau ist rund zehn Jahre älter als er, schon lange verwitwet und bewirtschaftet mit ihrem Sohn Láďa einen Bauernhof. Dessen Freundin Beruška ist zu Besuch da. Zufällig besucht sie das gleiche Gymnasium, das Petr gerade verlassen hat und an dem auch Petrs Mutter noch unterrichtet. Vielfach wird Petr gefragt, was ihn veranlasst hat von dort an die Dorfschule zu wechseln und nur zögerlich berichtet er von den Spannungen zwischen ihm und seiner Mutter. Marie erzählt er auch von seiner Freundin, von der er sich getrennt hat und die nun mit einem anderen verheiratet ist.
Petr und Marie verbringen viel Zeit zusammen. Er hilft ihr bei der Feldarbeit und Marie fühlt sich zu ihm hingezogen. Einen Annäherungsversuch von ihr weist er aber ab, was Marie auf den Altersunterschied zurückführt. Bald darauf besucht Petr seine Eltern in Prag und sagt seiner Mutter erst jetzt, dass er schwul ist. Als seine Mutter erfährt, dass er keinen Freund hat, rät sie ihm: „Du solltest nicht allein sein. Einsamkeit ist schrecklich.“ Nach seiner Rückkehr ins Dorf fragt Marie, ob Petr ihrem Sohn etwas Nachhilfeunterricht geben könne. Láďa verhält sich allerdings so aufmüpfig, dass bereits der erste Versuch scheitert.
Überraschend bekommt Petr Besuch von seinem Ex-Freund, der die Trennung von ihm nicht akzeptieren kann. Erst als Petr ihm erklärt, dass er keine Liebe zu ihm verspürt, lassen beide die Vergangenheit ruhen und besuchen gemeinsam ein Dorffest. Im Gegensatz zu Petr, der ein eher ruhiger Mensch ist, lässt sein Ex-Freund nichts aus. Maries Sohn Láďa und seine Freundin Beruška werden von ihm mit Alkohol und anderen Drogen versorgt und kurze Zeit später endet es mit einer Schlägerei, bei der Láďa unterliegt. Beruška gibt Láďa den Laufpass und feiert mit Petrs Ex-Freund weiter. Die beiden verlassen am nächsten Morgen gemeinsam das Dorf. Láďa leidet unter dem Verlust seiner Freundin und Petr leistet dem jungen Mann moralischen Beistand. Zwischen den beiden entsteht eine freundschaftliche Beziehung und der Nachhilfeunterricht wird wieder aufgenommen. Nach seiner bestandenen Prüfung feiert Láďa mit Petr im Kreise der Dorfgemeinschaft und betrinkt sich nach einem enttäuschenden Telefonat mit Beruška.
Zu betrunken um nach Hause zu kommen, nimmt Petr den jungen Mann in seine Unterkunft mit. Er macht ihm ein Bett fertig und als dieser schläft, schmiegt er sich an ihn. Er beginnt ihn zu streicheln und seine Hand rutscht tiefer und tiefer. Láďa erwacht, stößt Petr entrüstet von sich und sucht das Weite. Petr möchte sich am nächsten Tag entschuldigen, doch er wird abgewiesen. Als Marie Zeugin der Auseinandersetzung zwischen ihrem Sohn und Petr wird, stellt sie den Lehrer zur Rede. Er behauptet, dass er ihren Sohn vergewaltigt habe, worauf Marie ihn vom Hof jagt. Von ihrem Sohn erfährt sie, dass Petr ihm an den Penis gefasst hat. Kurz darauf findet Marie Petr auf einer Kuhweide, wo er sich mit Tabletten das Leben nehmen wollte. Petr kommt allerdings wieder zu Bewusstsein. Mit einem Traktor bringt sie ihn auf ihren Hof und will ihn ins Haus schaffen, was ihr Sohn mit aller Gewalt verhindern möchte. Er beschimpft Petr als schwule Sau, die verrecken soll und packt seine Sachen und verlässt das Haus. Marie kümmert sich um den von den Tabletten noch völlig benommenen Lehrer.
Láďa taucht in Prag auf und fängt Beruška vor dem Gymnasium ab, doch sie ist an einer Erneuerung ihrer Beziehung nicht interessiert. So verlässt er Prag und läuft mit unbekanntem Ziel neben der Autobahn her. Beruška hat inzwischen Marie angerufen und ihr mitgeteilt, dass Láďa bei ihr war. Als Petr das erfährt, fährt er zum Gymnasium, wo er auch auf seine Mutter trifft, der er sagt, dass er nicht mehr als Lehrer arbeiten könne. Zurück im Dorf unterrichtet er Marie vom unbekannten Verbleib ihres Sohnes und seiner Absicht, zurück nach Prag zu ziehen und sich dort irgendeine Arbeit zu suchen. Marie lässt sich nichts anmerken, stimmt ihm zu und geht. Petr bleibt lange stehen und geht ihr dann nach. Marie weint und als Petr zu ihr kommt, umarmen sie sich.
Statt nach Prag zu fahren, erscheint Petr schließlich im Lehrerzimmer der Dorfschule und fragt, ob er bleiben könne. Die freudige Zustimmung des Schulleiters und einer Lehrerin endet jäh, als Petr eine Frage stellt. „Ich wollte Sie noch fragen, ob es Sie stört, dass ich homosexuell bin?“ Nach einer kurzen Bedenkzeit findet der Direktor als erster seine Sprache wieder und erklärt, dass das ja heute schon ganz offiziell eine reguläre Sache wäre und auch die Lehrerin bejaht sein Gestammel, nachdem ihr vorher der Mund offen geblieben war.
Láďa kehrt nach Hause zurück, will aber sofort wieder gehen, als er sieht, dass Petr im Haus ist. Marie bittet ihren Sohn zu bleiben und Petr zu verzeihen. Viel Zeit zum Reden bleibt nicht, da eine Kuh kalbt. Es dauert nicht lange, dann hilft auch Láďa dabei, das Kalb aus der Kuh zu ziehen. Zu dritt bewundern sie das Kalb im Stroh und Láďa kniet zwischen Marie und Petr.

## Sonstiges
In Tschechien wurde der Film „Venkovský učitel“ am 20. März 2008 in den Kinos uraufgeführt und am 27. August 2009 kam er in der deutschen Synchronisation unter dem Titel „Der Dorflehrer“, was die gleiche Bedeutung hat, in die deutschen Kinos.

## Kritiken
„Verstehen braucht Zeit – allein schon deshalb lässt sich das helle, freundliche Drama in kein Story-Korsett zwängen, so, wie sich das Leben nicht in eine Rubrik pressen lässt. Ohne Verzeihen und Vertrauen ist kein menschenwürdiges Dasein möglich. Den Weg dorthin beschreibt das tschechische Regietalent leise, aber immer wieder berührend; wozu auch die eindrucksvollen Darsteller beitragen.“

„Slámas Versuche, seine Geschichte durch solche Verweise zu einer fast gleichnishaften Erzählung über die menschliche Natur zu verdichten, wirken angestrengt, einiges im randvoll mit Bildern und Symbolen steckenden ‚Dorflehrer‘ ist überdeterminiert. […] Die außergewöhnlichen und einfühlsamen Darstellerleistungen sind die großen Pluspunkte von Der Dorflehrer.“

„Sensibel-zurückhaltendes Drama um die Sehnsucht nach Liebe und den Schmerz der Zurückweisung, spannungsreich gespiegelt in großartigen Bildern der sommerlichen Landschaft und komödiantisch angelegten Nebenfiguren aus dem Dorfkosmos. Bei allem angesprochenen Leid wird die sorgfältig und ruhig entwickelte Erzählung von einer lebensbejahend hoffnungsvollen Haltung geprägt.“

„Mit tollen Bildern, die freilich ab und an etwas zu lange in der wunderbaren Natur schwelgen, inszenierte Bohdan Sláma […] eine sensibel erzählte Geschichte über zwei Menschen, Vernunft und Verlangen, Sehnsucht und Verletzbarkeit. Dank der guten Darsteller verzeiht man auch die ein oder andere Holprigkeit der Dialoge.“